# Норовлин
Норовлин (монг. Норовлин) — сомон аймака Хэнтий в восточной части Монголии. Численность населения по данным 2010 года составила 2 254 человек.
Центр сомона — посёлок Улз, расположенный в 200 километрах от административного центра аймака — города Ундерхаан и в 540 километрах от столицы страны — Улан-Батора.

## География
Сомон расположен в восточной части Монголии. Граничит с соседними сомонами Батноров, Баян-Адарга, Баян-Овоо и Дадал, а также с соседним аймаком Дорнод. На территории Норовлина протекают реки Онон, Улз.
Из полезных ископаемых в сомоне встречаются свинец, шпат, химическое и строительное сырьё.

## Климат
Климат резко континентальный. Средняя температура января -21-23 градусов, июля +18-20 градусов. Ежегодная норма осадков 200-300 мм.

## Фауна
Животный мир Норовлина представлен оленями, манулами, волками, лисами, зайцами, тарбаганами.

## Инфраструктура
В сомоне есть деревообрабатывающее предприятие, школа, больница, обслуживающие учреждения.